# Думбрава (Тіміш)
Думбрава (рум. Dumbrava) — село у повіті Тіміш в Румунії. Входить до складу комуни Думбрава.
Село розташоване на відстані 348 км на північний захід від Бухареста, 69 км на схід від Тімішоари.

## Населення
За даними перепису населення 2002 року у селі проживала 1021 особа.
Національний склад населення села:
| Національність | Кількість осіб | Відсоток |
| -------------- | -------------- | -------- |
| угорці         | 526            | 51,5%    |
| румуни         | 484            | 47,4%    |
| німці          | 7              | 0,7%     |

Рідною мовою назвали:
| Мова      | Кількість осіб | Відсоток |
| --------- | -------------- | -------- |
| угорська  | 527            | 51,6%    |
| румунська | 487            | 47,7%    |